# Ensenada (municipi de Baixa Califòrnia)
Ensenada és un dels 5 municipis de la Baixa Califòrnia i el municipi més gran de Mèxic, amb 52,482.4 km². La ciutat d'Ensenada és el cap de municipi i principal centre de població d'aquesta municipalitat. Aquest municipi es troba a la part sud de Baixa Califòrnia. Limita al nord amb els municipis de Tijuana i Tecate, al sud amb els municipis de Mulegé, de Baixa Califòrnia Sud, a l'est amb el municipi de Mexicali i mar de Cortés i a l'oest amb l'oceà Pacífic.

## Geografia
La ubicació del municipi de Ensenada es localitza en les coordenades geogràfiques del meridià de Greenwich latitud nord 21º 21' 00 mínima, 28º 00' 00 màxima, longitud oest 112º 00' 47 mínima, 116º 00' 53 màxima. En el Oceà Pacífic hi ha dues illes grandes, illa Guadalupe i l'illa Cedros, tamien al sud hi ha l'arxipèlag d'illes San Benito. En el Mar de Cortés ha dues illes, illa Smith i l'illa San Lorenzo

### Orografia
La serrada central està dividida en dues serres, la Serra de San Pedro Martir (amb el pic més gran, Picacho del Diablo) y la Serra Juárez al nord en la vora del municipi de Tecate.

### Hidrografia
El municipi d'Ensenada està vorejat per dos mars, per les aigües de l'oceà Pacífic i les aigües del Mar de Cortés, la badia de Todos Santos és aquella on hi ha el port d'Ensenada i un lloc anomenat La Bufadora; més avall hi ha la badia Colonet. En el mar de Cortés hi ha la badia de Los Angeles.
Els corps d'aigua són Laguna Handson en la Sierra Juárez i Laguna Agua Amarga en el Valle de los Cirios.

### Clima
Per la gran dimensió del municipi, hi ha una diversitat de climes i vegetació. El clima del municipi és clima mediterrani al nord i clima desertic al sud. A la serralada central el clima és temperat d'alta muntanya, hi ha una abundància de boscos i les nevades són freqüents en temporada hivernal.

Clima d'el municipi d'Ensenada
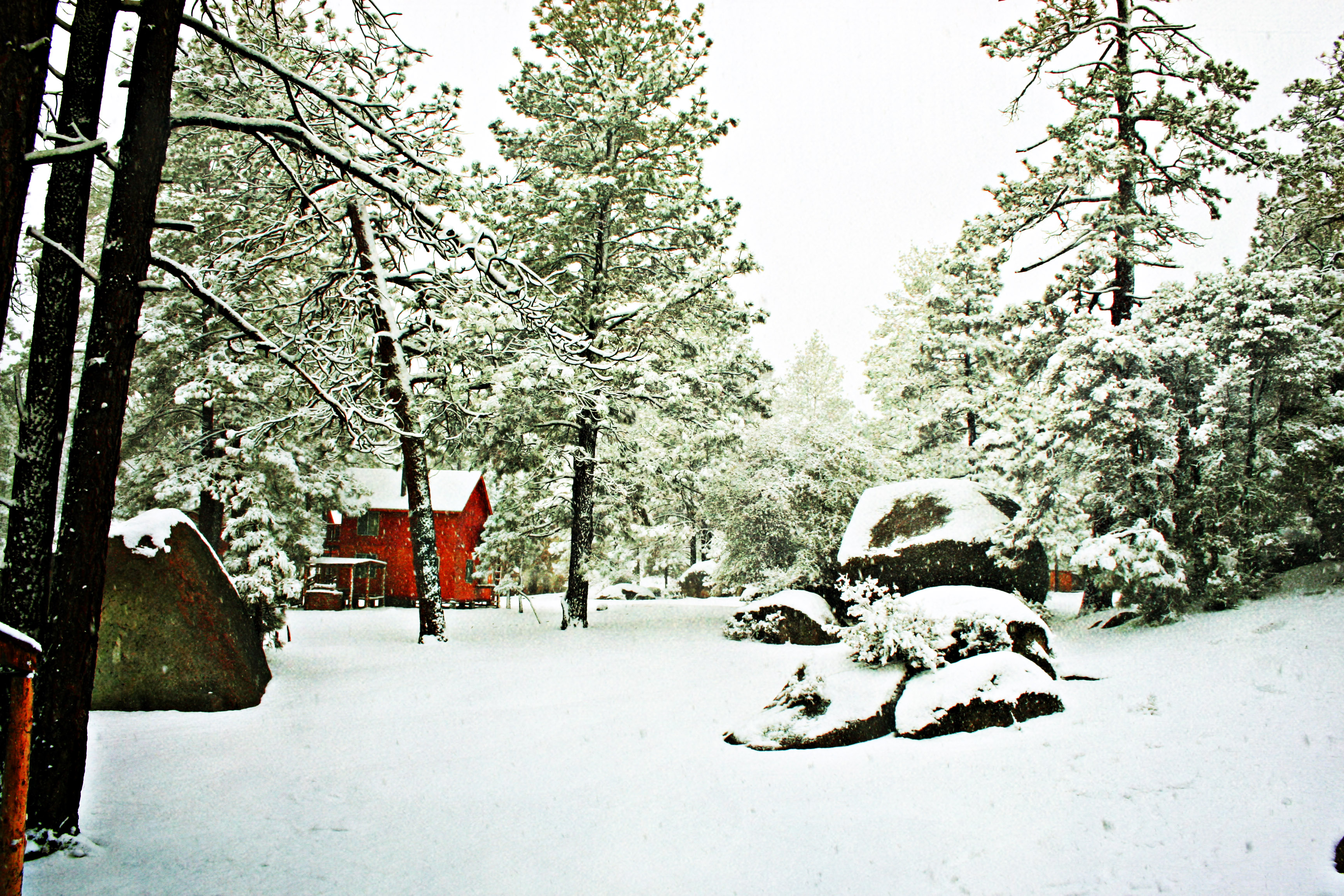
Sierra Juárez, en temporada hivernal.
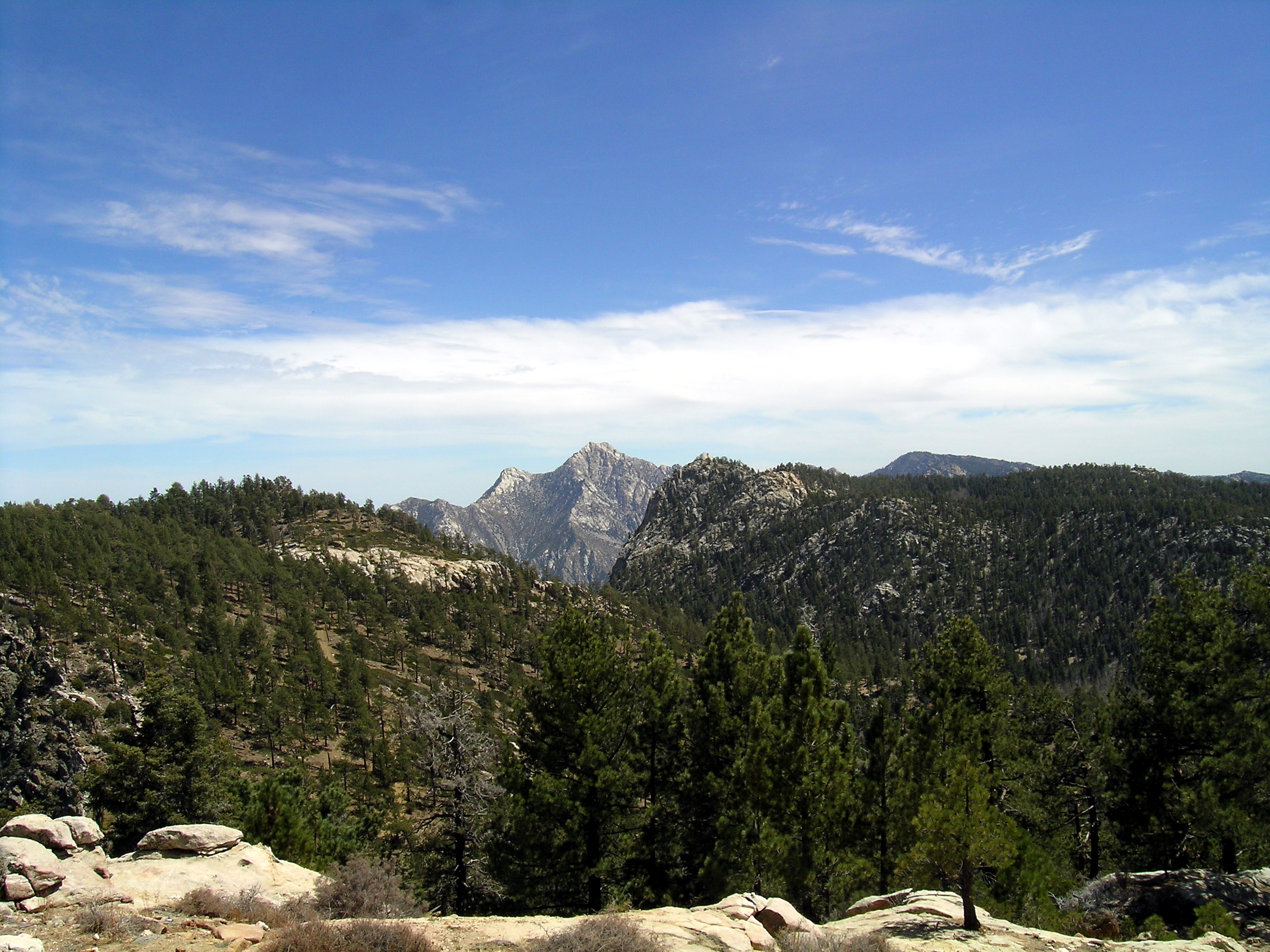
Sierra de San Pedro Martir.
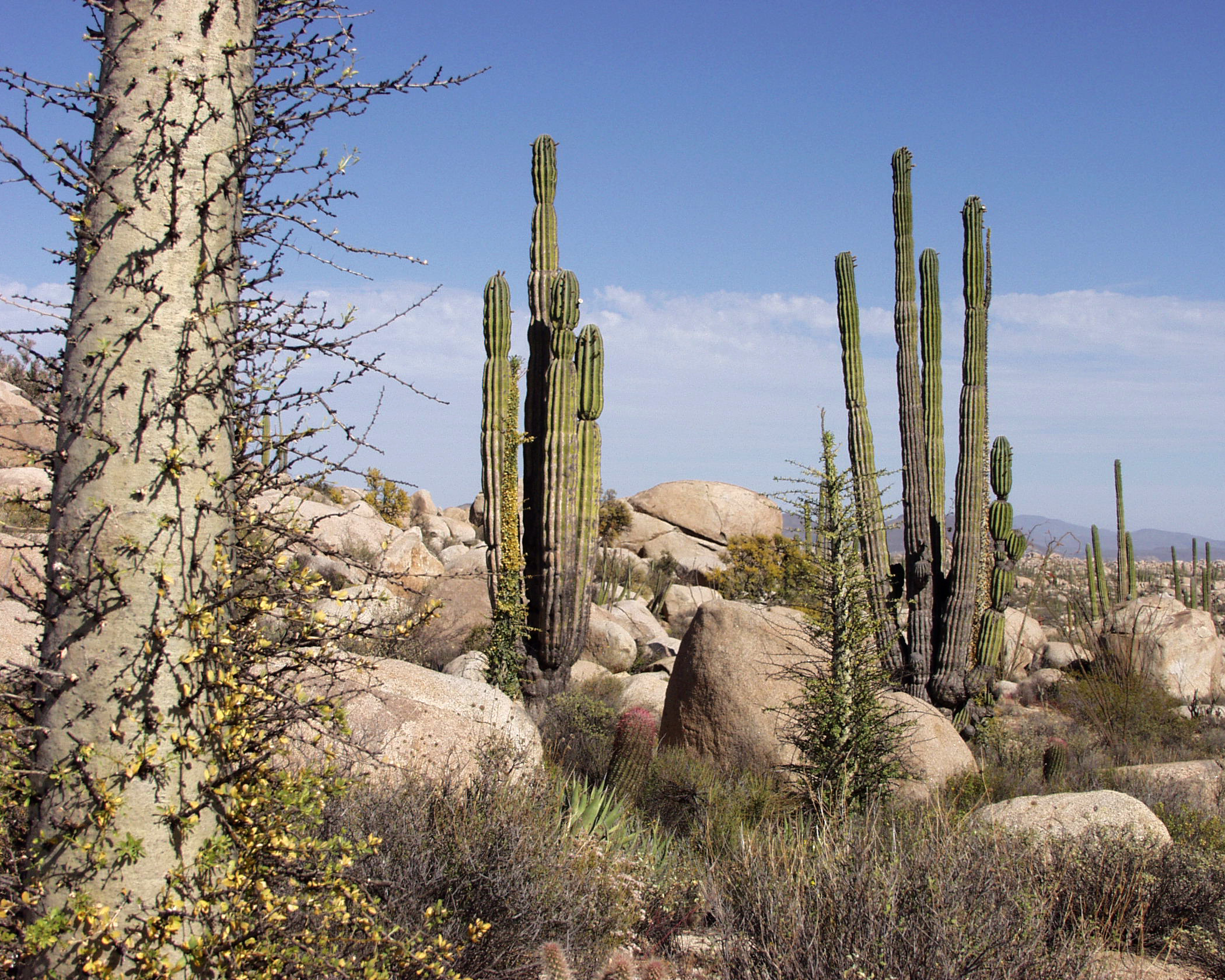
Valle de los Cirios.
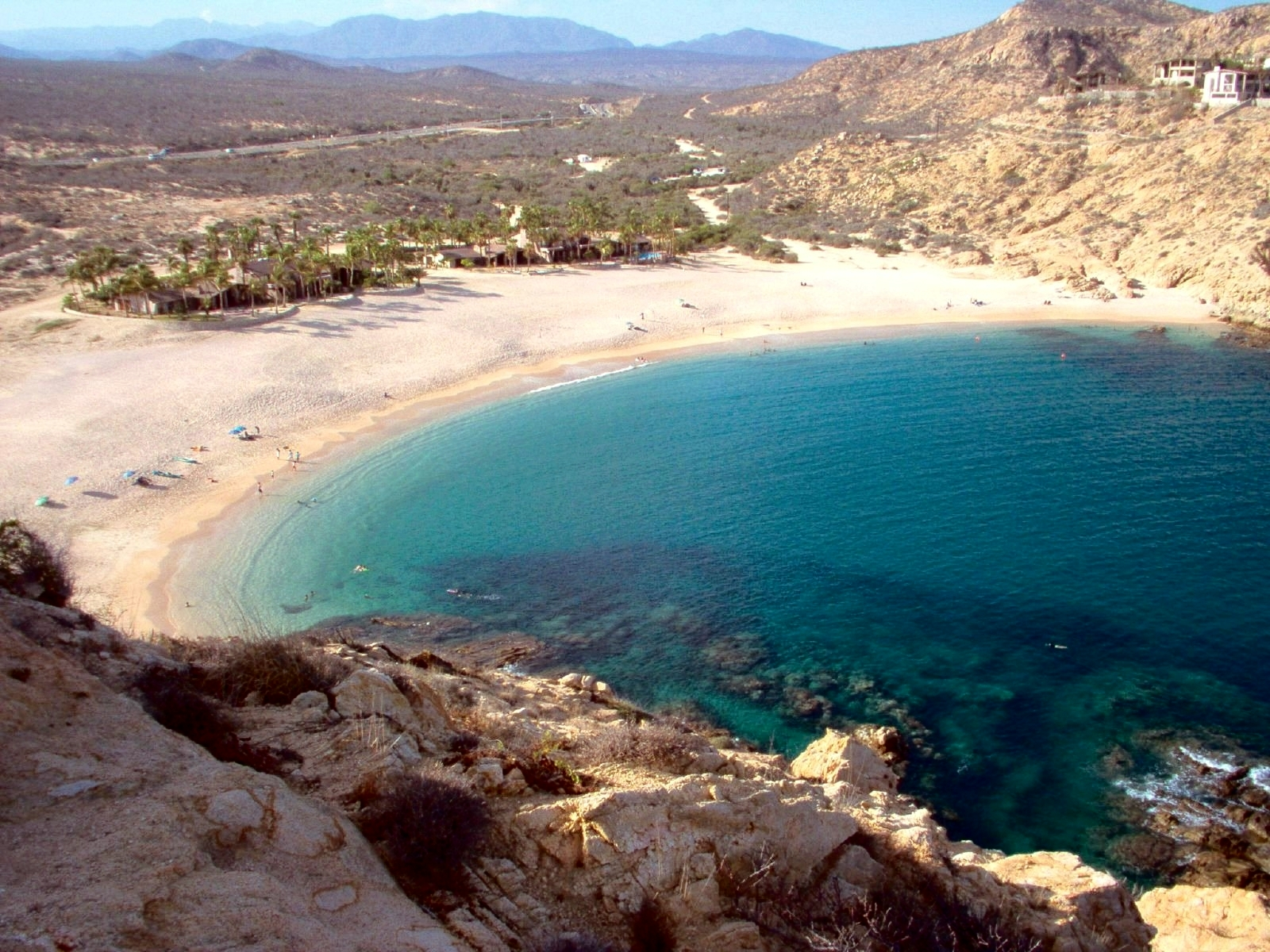
Platja Santa María, en Mar de Cortés.

### Flora i fauna
El còndor de Califòrnia (Gymnogyps californianus) és un ocell rapinyaire que actualment habita en les muntanyes costaneres d'Ensenada, fue introducit en l'any de 2002 a Mèxic y està vigilat su reproducció nel parc nacional Sierra de San Pedro Martir.

## Història
La campanya d'evangelització entre els kiliwes (i en realitat, entre els pobles californis, com els van cridar els espanyols) tampoc va tenir una gran profunditat. Els jesuïtes com Eusebio de Kino van fracassar, els franciscàs amb prou feines van deixar rastres de la seva presència en Baixa Califòrnia i els dominics amb prou feines van tocar tangencialment als kiliwa, des de les missions assentades en territori paipai com Santa Catarina.
A partir de 1905 van emigrar a la Vall de Guadalupe a Baixa Califòrnia diverses famílies de pryguny (immigrants rusos de culte religiós molokano) que es van escindir de l'església ortodoxa russa al segle xvii. Aquestes famílies provenien originàries gairebé en la seva majoria de la regió de Kars, 19 llavors pertanyent a l'Imperi Rus. Es van establir en zones rurals del municipi d'Ensenada, su producció econòmica va ser l'agricultura de raïm y la ramaderia.

## Política i govern
El municipi està dividit en 23 delegacions o subdivisions municipals. El Port d'Ensenada és la capçalera municipal, lloc on es troba la seu de l'alcaldia.
1. La Misión
2. El Porvenir
3. Francisco Zarco
4. Real del Castillo
5. El Sauzal
6. Ensenada
7. San Antonio de las Minas
8. Maneadero
9. Santo Tomás
10. Eréndira
11. San Vicente
12. Valle de la Trinidad
13. Punta Colonet
14. Camalú
15. Vicente Guerrero
16. San Quintín
17. El Rosario
18. Puertecitos
19. El Mármol
20. Punta Prieta
21. Bahía de los Ángeles
22. Calmallí (Villa Jesús María)
23. Isla Cedros

### Alcaldes
| - David Ojeda Ochoa (1953 - 1956) - Víctor Salazar (interino) (1956) - Santos B. Cota (1956 - 1959) - Elpidio Berlanga de León (1959 - 1962) - Adolfo Ramírez Méndez (1962 - 1965) - Jorge Olguín Hermida (1965 - 1968) - Guilebaldo Silva Cota (1968 - 1971) - Octavio Pérez Pazuengo (1971 - 1974) - Jorge Moreno Bonet (1974 - 1977) - Luis González Ruiz (1977 - 1980) - Raúl Ramírez Funcke (1980 - 1983) - David Ojeda Ochoa (1983 - 1986) | - Ernesto Ruffo Appel (1986 - 1988) - Enrique Chapela (interino) (1989) C. - Jesús del Palacio Lafontaine (1989 - 1992) - Oscar Sánchez del Palacio (1992 - 1995) - Manuel Montenegro Espinoza (1995 - 1998) - Daniel Quintero Peña (1998 - 2001) - Jorge Antonio Catalán Sosa(2001 - 2004) - César Mancillas Amador (2004 - 2007) - Pablo Alejo Lopez Nuñez (2007 - 2010) - Enrique Pelayo Torres (2010 - 2013) - Gilberto Hirata Chico (2013 - 2016) |

## Economia

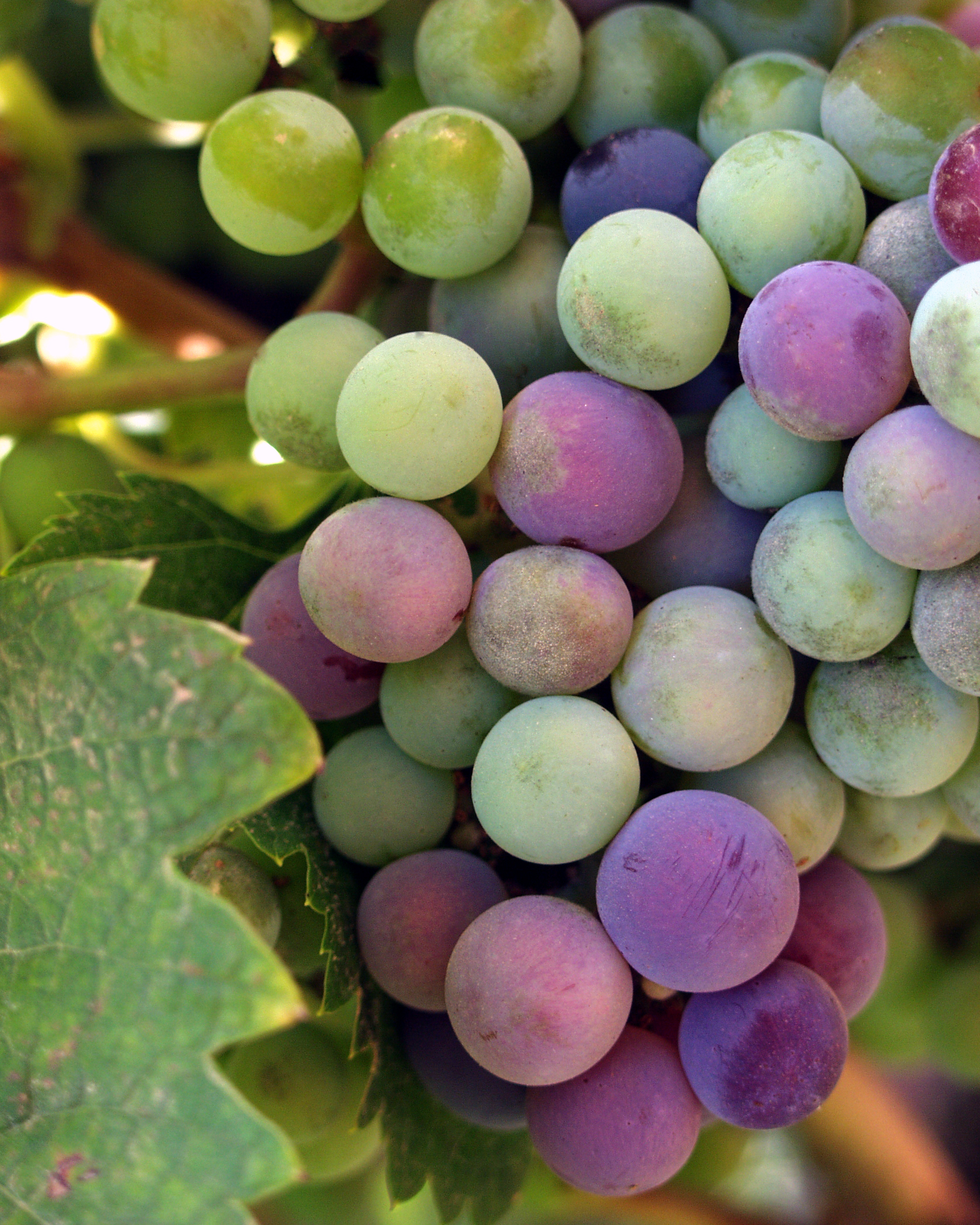
El municipi d'Ensenada uno dels majors productors de vi y raïm en Mèxic.

La producció de vins mexicans i cultiu de vinyes en grans extensions de terra es realitza de l'estat de Baixa Califòrnia, la major producció es dona principalment a la Vall de Guadalupe per estar situada a la franja nord del vi i les seves característiques climàtiques meditarranies de Ensenada onde la secretaria de SAGARPA registrar l'any 2010 com cultius de raïm de taula per a consum intern sense producció vinícola.

## Demografia
En l'any 2010, el municipi huvo una població de 466,814. habitants.

### Localitats
El municipi d'Ensenada tiene un total de 3,245 localitats; las principales en població són:
| Localitats     | Població |
| Total Municipi | 466,814  |
| Ensenada       | 279,765  |
| Meniadero      | 22,957   |
| San Quintín    | 4,777    |
| Las Brisas     | 1,078    |